# Die Mumie (1932)
Die Mumie ist ein US-amerikanischer Horrorfilm aus dem Jahr 1932. Regie führte Karl Freund, die Hauptrolle spielte Boris Karloff. Es ist der erste Teil einer Mumien-Pentalogie, die Universal 1932 bis 1944 produzierte. 

## Handlung
Im Jahr 1921 stößt eine Gruppe von Archäologen unter der Führung von Sir Joseph Whemple auf das Grab des Hohepriesters Imhotep. Offenbar wurde er für ein schweres Vergehen mit einem Fluch belegt, denn er wurde lebendig mumifiziert, und sämtliche Hieroglyphen wurden von seinem Sarkophag entfernt. In dem Grab befindet sich auch die legendäre Schriftrolle des Lebens, mit der die Göttin Isis ihren Gemahl Osiris von den Toten erweckt haben soll. Als sich Ralph Norton, der Assistent von Sir Whemple, an die Übersetzung der Schriftrolle macht und dabei einige Passagen laut liest, erweckt er die 3700 Jahre alte Mumie zu neuem Leben. Bei diesem Anblick verliert Norton den Verstand. Als Whemple und sein Partner Dr. Muller, angelockt von Nortons hysterischem Lachen, ins Zelt stürzen, sind die Mumie und auch die heilige Schriftrolle verschwunden.
Zehn Jahre später taucht die Mumie in der Gestalt des Ardath Bey erneut auf. Er gibt Professor Pearson und Frank Whemple, Sir Josephs Sohn (der sich ebenfalls der Archäologie verschrieben hat), entscheidende Hinweise, die zur Entdeckung der Grabkammer der altägyptischen Prinzessin Anck-es-en-Amun führen. Zunächst versucht Imhotep erfolglos, ihre Mumie ebenfalls wiederzubeleben. Als er jedoch zufällig die junge Helen Grosvenor kennenlernt, glaubt er, in ihr die Wiedergeburt seiner geliebten Prinzessin zu erkennen.
Zu Lebzeiten waren Imhotep und Anck-es-en-Amun ein heimliches Liebespaar. Da er ein Hohepriester und sie die Tochter des Pharaos war, handelte es sich um eine verbotene Liebe. Als sie an einem schweren Fieber starb, versuchte Imhotep mit Hilfe der heiligen Schriftrolle, sie ins Leben zurückzurufen. Für diesen Frevel gegen die Götter wurde er bei lebendigem Leibe mumifiziert und für alle Ewigkeit verdammt.
Um mit Anck-es-en-Amun die Ewigkeit verbringen zu können, muss Imhotep erst ihren Körper töten und danach mit der Schriftrolle wiedererwecken. Dafür entführt er Helen ins Kairoer Museum und erweckt durch ein Ritual die Seele Anck-es-en-Amuns in ihrem Körper wieder. Die Prinzessin aber scheut den Tod. Auf altägyptisch betet sie zu Isis, die Göttin möge sie vor der schrecklichen Mumie beschützen. Plötzlich hebt die Statue der Göttin ihren Arm. Die Schriftrolle geht in einem Blitzstrahl in Flammen auf, und Imhotep zerfällt, ohne die magische Kraft der alten Zauberformel, zu Staub.

## Hintergrund

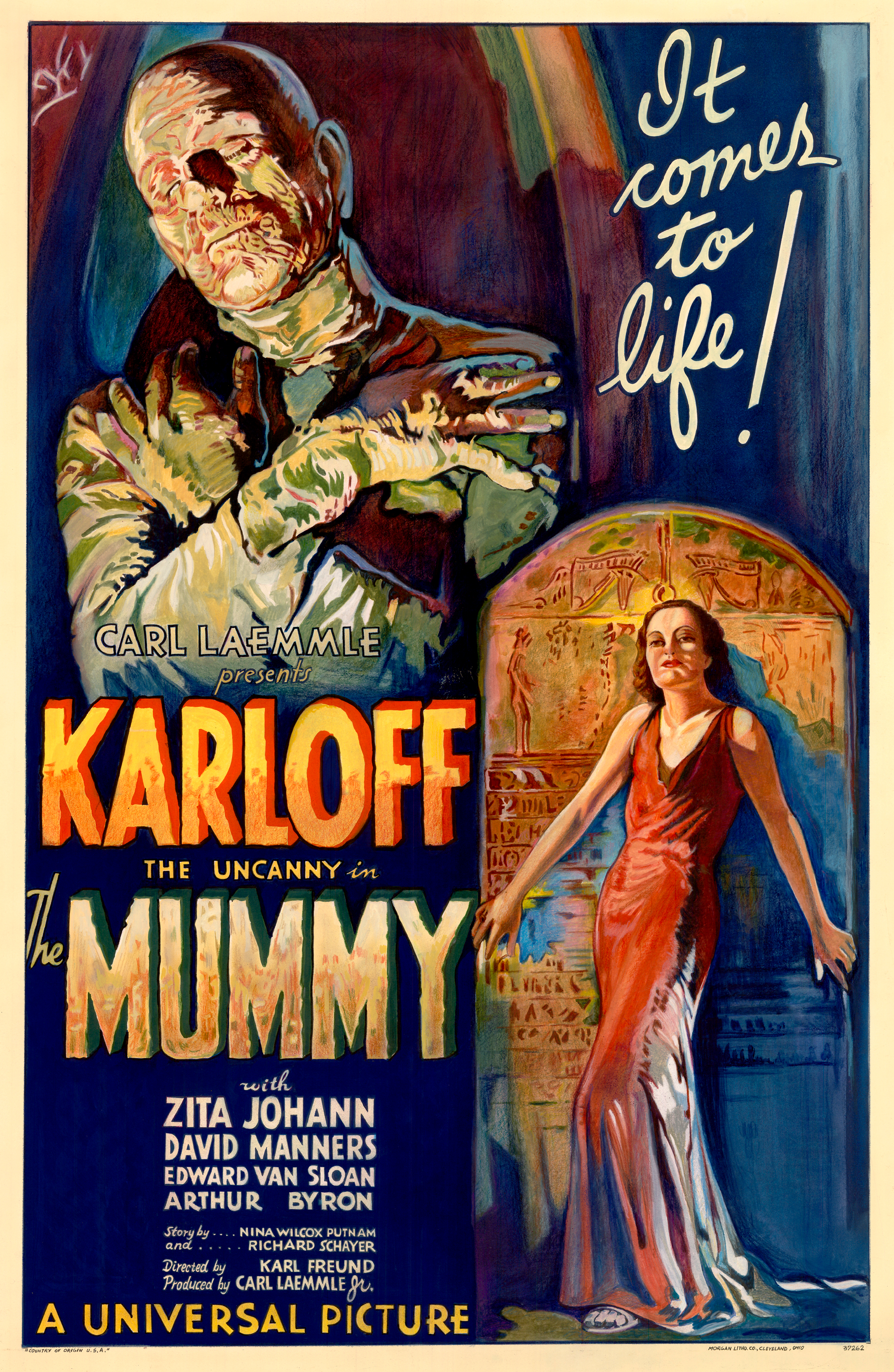
Zeitgenössisches Filmplakat

- Der Filmanfang ist von Musik aus Tschaikowskis Schwanensee untermalt.

- Die Mumie ist der einzige von Universals klassischen Horrorfilmen, der nicht unmittelbar auf einem bereits existierenden Theaterstück oder einem sonstigen literarischen Werk basiert. Dennoch gibt es inhaltlich einige Parallelen zu Arthur Conan Doyles Kurzgeschichte The Ring of Toth.

- Wie bei den meisten der klassischen Universal-Horrorfilme war auch hier Jack Pierce für die Maske des Monsters zuständig. Boris Karloffs Make-up war von der Mumie Ramses III. inspiriert. Das Auftragen der Maske dauerte jeweils mehrere Stunden.

- Da es in den 1930er Jahren noch nicht die Materialien gab, die der Maskenbildnerei heute zur Verfügung stehen, musste Pierce auf Karloffs Gesicht mehrere Lagen mit Kollodium bestrichener Baumwolle auftragen, um den Effekt der vertrockneten, runzeligen Mumien-Haut darzustellen. Diese äußerst unbequeme Maske war derartig starr, dass Boris Karloff den Mund zum Sprechen nicht öffnen konnte.

- Das Filmplakat von 1932 hält den Rekord für den höchsten Preis, den ein Poster je bei einer Auktion erzielt hat: Über 453.500 US-Dollar.

- Als Boris Karloff 1931 in Frankenstein auftrat, war er noch weitgehend unbekannt. Der überragende Erfolg seiner Darstellung animierte die Werbeabteilung von Universal nur ein Jahr später, ausschließlich mit seinem Namen Werbung zu machen: „KARLOFF… 'The Mummy' “.

## Kritiken
Bei Rotten Tomatoes besitzt Die Mumie, basierend auf 28 Kritiken, eine positive Bewertung von 93 %.
Das Lexikon des internationalen Films schreibt: „Vom deutschen Expressionismus beeinflusster Horrorfilm mit einer schauspielerischen Glanzleistung von Boris Karloff.“

## Fortsetzungen
Der Erfolg des Filmes veranlasste Universal dazu, die Figur der Mumie für eine Reihe von Filmen in den 1940ern zu reaktivieren. Abgesehen von der Verwendung einiger Motive haben sie mit dem Original wenig gemein und sind daher nur untereinander als Fortsetzung zu sehen. Die Mumie trägt nun den Namen Kharis und handelt größtenteils unselbständig auf Anweisung eines Hohepriesters. Erster Darsteller der Titelfigur war Tom Tyler, danach wurde die Rolle von Lon Chaney junior übernommen.
- 1940: The Mummy’s Hand
- 1942: The Mummy’s Tomb
- 1944: The Mummy’s Ghost
- 1944: The Mummy’s Curse

In den 1950er Jahren griff Universal ein neues Konzept auf, in dem das Komiker-Duo Abbott & Costello die populärsten Film-Monster der 1930er- und 40er Jahre persiflierte.
- 1955: Abbott und Costello als Mumienräuber (Abbott and Costello Meet the Mummy)

## Neuverfilmungen
Ab Ende der 1950er Jahre griff die britische Produktionsfirma Hammer-Filme das Thema erneut auf. Der erste Film verstand sich als Neuverfilmung von The Mummy's Hand, alle anderen stellen eigenständige Handlungen ohne Bezug zueinander oder vorangegangenen Verfilmungen dar.
- 1959: Die Rache der Pharaonen (The Mummy)
- 1964: Die Rache des Pharao (The Curse of the Mummy's Tomb)
- 1967: Der Fluch der Mumie (The Mummy's Shroud)
- 1971: Das Grab der blutigen Mumie (Blood from the Mummy's Tomb)

Weitere Neuinterpretationen des Stoffes sind unter anderem:
- 1993: Die Mumie – Tal des Todes (The Mummy Lives)
- 1999: Die Mumie (The Mummy)
- 2001: Die Mumie kehrt zurück (The Mummy Returns)
- 2008: Die Mumie: Das Grabmal des Drachenkaisers (The Mummy: Tomb of the Dragon Emperor)
- 2017: Die Mumie (The Mummy)

## Synchronisation
Die deutsche Synchronfassung entstand im Jahr 2012 für eine Blu-Ray-Veröffentlichung bei der Interopa Film in Berlin. Für Dialogbuch und Dialogregie war Joachim Kunzendorf verantwortlich.
| Rolle                                        | Schauspieler      | Dt. Synchronstimme |
| -------------------------------------------- | ----------------- | ------------------ |
| Ardath Bey / Imhotep (die Mumie)             | Boris Karloff     | Ronald Nitschke    |
| Helen Grosvenor / Prinzessin Ankh-es-en-Amon | Zita Johann       | Luise Helm         |
| Frank Whemple                                | David Manners     | Jaron Löwenberg    |
| Sir Joseph Whemple                           | Arthur Byron      | Reinhard Kuhnert   |
| Dr. Muller                                   | Edward Van Sloan  | Rüdiger Evers      |
| Ralph Norton                                 | Bramwell Fletcher | Tobias Nath        |
| Frau Muller                                  | Kathryn Byron     | Sonja Deutsch      |
| Professor Pearson                            | Leonard Mudie     | Tim Moeseritz      |
| Krankenschwester                             | Florence Britton  | Damineh Hojat      |
| Gentleman #1 bei Party                       | C. Montague Shaw  | Alexander Doering  |
| Gentleman #2 bei Party                       | Leyland Hodgson   | Erich Räuker       |

## DVD-Veröffentlichung
- Die Mumie / 24. Oktober 2002 / Universal DVD
- Die Mumie / 6. Mai 2004 / Universal DVD
- The Mummy – The Legacy Collection
- The Monster Legacy DVD Collection / 14. Oktober 2004 / Universal DVD